# Pythagoreiska primtal

Primtalet 5 liksom dess kvadratrot, är längden på hypotenusan i rätvinkliga trianglar med heltalssidor.

Pythagoreiska primtal är de udda primtal, som kan skrivas som summan av två kvadrater.
De udda primtal p, som har denna egenskap är av formen 4n + 1, där n ≥ 1, vilket även brukar uttryckas som att p modulo 4 = 1.  
De första Pythagoreiska primtalen är
5, 13, 17, 29, 37, 41, 53, 61, 73, 89, 97, 101, 109, 113, … (talföljd A002144 i OEIS).